# Ursina Colleoni
Ursina (Orsina) Colleoni (Malpaga, 1434 – 1475) è stata una nobildonna italiana, contessa di Malpaga.

## Biografia
Ursina era figlia primogenita legittima del celebre condottiero Bartolomeo Colleoni e di Tisbe Martinengo.
Sposò nel 1451 Gherardo II Martinengo. Il matrimonio di Ursina con Gherardo era stato combinato dal condottiero bergamasco che voleva mantenere stretti i rapporti di parentela con i suoi capitani, garantendosi una certa sicurezza. 

## Discendenza
La coppia ebbe numerosi figli, che diedero vita alla famiglia Martinengo Colleoni, che divenne una delle più importanti famiglie nobili della Lombardia, come da disposizione del condottiero Bartolomeo Colleoni del 1472;
- Alessandro (?-1530), sposò Bianca di Tomaso Mocenigo (?-1523),[3] senza discendenza;
- Estore (1480 ca.-1530), sposò Polissena Colleoni Martinengo;[4]
- Giulio;
- Taddea Caterina, sposò nel 1465 Gian Pietro Gambara (1440-1504), figlio di Brunoro (1380-1468);
- Barbara (?-1493), sposò Andrea d'Arco (?-1507);
- Laura, sposò Gerolamo Obizzi.